# Victorí de Petàvia
Victorí de Petàvia (Pannònia, 250 - 2 de novembre de 304), en llatí Victorinus Petavionensis --o per error Pictaviensis per haver-lo suposat de Pictavium, Poitiers, en comptes de Petavium, a Pannònia— va ser un bisbe de Petàvia (l'actual Ptuj al nord Eslovènia, en la riba del Drave, a la regió d'Estíria), que va florir al final del segle iii i va patir martiri sota Dioclecià cap a l'any 303. És venerat com a sant per diverses confessions cristianes.

## Biografia
Nascut probablement a Grècia o a Poetovium (Ptuj), Victorí parlava millor el grec que el llatí: això explica que Sant Jeroni jutgi les seves obres llatines més remarcables pel contingut que per l'estil. Va ser el primer teòleg que va fer servir el llatí en obres exegètiques. Com molts altres contemporanis seus, va seguir el premil·lenarisme, per la qual cosa la seva obra es va incloure entre els apòcrifs al decret atribuït a Gelasi I.
Va morir en les persecucions de Dioclecià.

## Obres
Sant Jeroni diu que va escriure comentaris sobre els llibres bíblics: 
- In Genesin
- In Exodum
- In Leviticum
- In Iesaiam
- In Ezechielem
- In Abacue
- In Ecclesiasten
- In Cantica Canticorum
- In Apocalypsin Joannis adversus omnes haereses
- Commentarius in Apocalypsis (dubtosa)

A més, el tractat Adversus Marcionem en cinc llibres. Tradicionalment se li han assignat dos poemes: De Jesu Christo en 137 hexàmetres i Hymnus de Pascha Domini s. De Ligno Vitae en 70 hexàmetres, però no són obra seva.
Només se n'han conservat, però:
- Commentarii in Apocalypsim Ioannis (Comentatri a l'Apocalipsi de Joan), on es veu la seva tendència al mil·leranisme;
- De fabrica mundi (La creació del món), també clarament mil·lenarista.

## Doctrina
La seva doctrina està molt influïda per Joan l'Evangelista, la qual cosa es deixa veure a la seva teologia, les seves obres i la litúrgia emprada a la comunitat de Poetovium. També hi ha influència occidental, de l'escola d'Aquilea. La seva obra és mil·lenarista, que, en aquell moment, es podia dir que era una tendència d'avantguarda.

## Veneració
La seva festivitat litúrgica és el 3 de novembre. Fins al segle xvii va ser confós amb el retòric llatí Victorí Africà.